# Маргетсгехгайм
Маргетсгехгайм (нім. Margetshöchheim) — громада в Німеччині, розташована в землі Баварія. Підпорядковується адміністративному округу Нижня Франконія. Входить до складу району Вюрцбург. Центр об'єднання громад Маргетсгехгайм.
Площа — 6,67 км2. Населення становить 3153 ос. (станом на 31 грудня 2020).

## Галерея

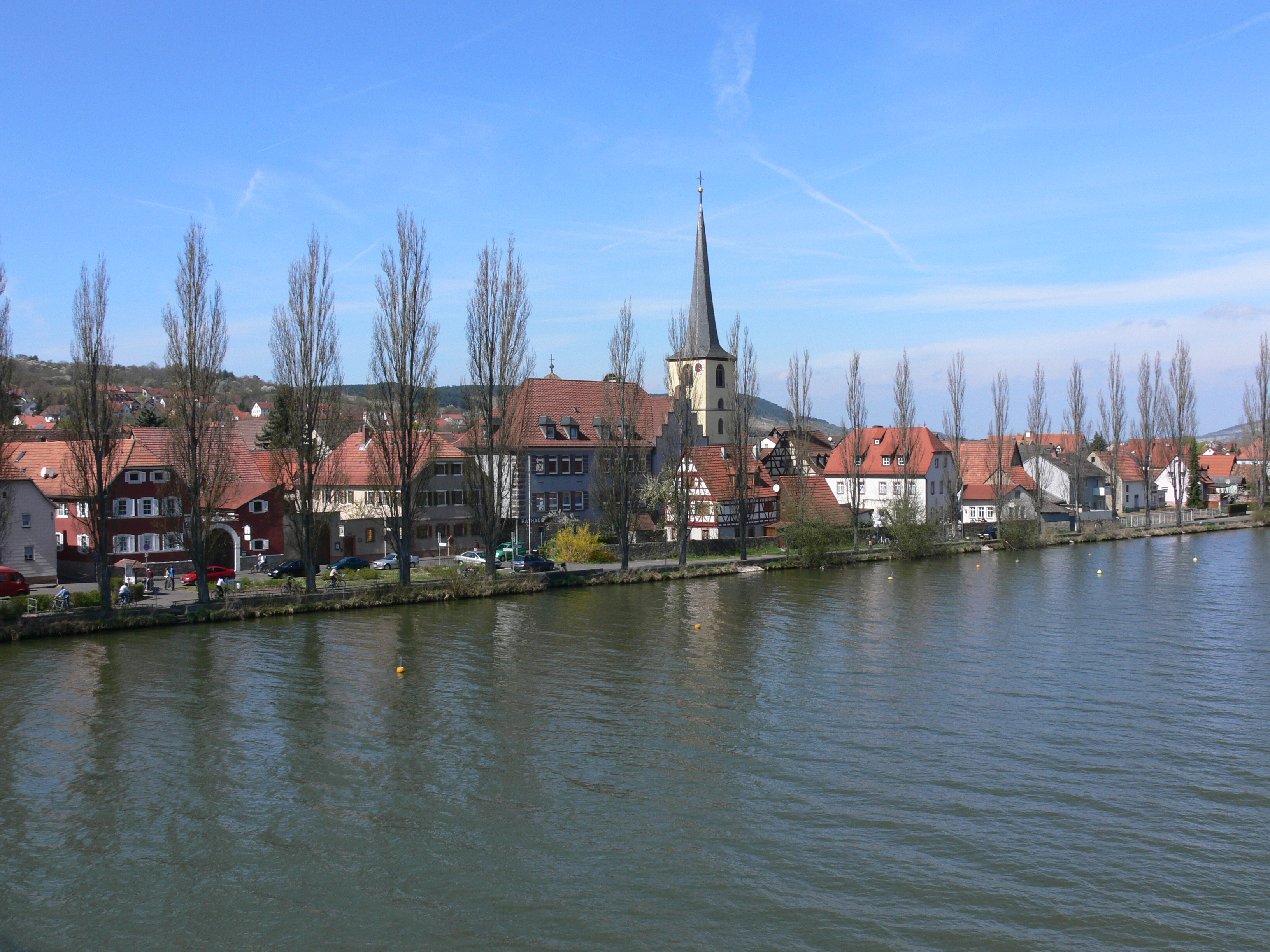